# Traffic (organisation)
Pour les articles homonymes, voir Traffic.
Pour l’article ayant un titre homophone, voir Trafic.
Traffic, le réseau de surveillance du commerce de faune et de flore sauvages, est une organisation internationale dont la mission est de s'assurer que ces échanges ne sont pas une menace à la conservation de la nature. TRAFFIC est un programme commun du World Wide Fund for Nature (WWF) et de l'Union internationale pour la conservation de la nature (UICN) et travaille également en coopération étroite avec le Secrétariat de la Convention sur le commerce international des espèces de faune et de flore sauvages menacées d'extinction (CITES).
Fondé en 1986, le siège social du TRAFFIC se situe dans la ville de Cambridge, au Royaume-Uni et des bases régionales sont présentes dans les cinq continents.
Depuis sa formation, le réseau TRAFFIC a atteint une réputation en tant qu'organisation fiable et impartiale, ainsi qu'en tant que leader dans le domaine de la conservation et dans la manière de procéder au commerce de la faune et de la flore sauvages. Ce réseau est global, axé sur la recherche et orienté vers l'action, dans le but de livrer des solutions pratiques et innovatrices basées sur les données les plus récentes.
L'organisation est sponsorisée par des fondations caritatives telles que la Rufford Maurice Laing Foundation ainsi que des particuliers et autres donateurs.